# Olivier Veigneau
Olivier Veigneau (* 16. Juli 1985 in Suresnes, Hauts-de-Seine) ist ein französischer Fußballspieler. Seit Sommer 2020 steht er bei Le Mans FC unter Vertrag.

## Karriere

### Jugend
Er spielte zuerst bei Fourqueux, ein Dorf 20 Kilometer im Westen von Paris entfernt. Dann spielte er ungefähr zwei Jahre beim PSG. Als er mit seiner Familie nach Saint-Tropez zog, spielte er bei einigen Vereinen der Stadt. 
2001 wechselte er zum Ausbildungszentrum des AS Monaco.

### Verein
In der Saison 2006/07 war der Linksverteidiger an OGC Nizza ausgeliehen. In der Winterpause der Bundesligasaison 2007/08, nachdem er sich zuletzt nicht gegen die Mannschaftskollegen Jérémy Berthod und Vincent Muratori hatte durchsetzen können, wechselte er zum MSV Duisburg. Dort kam er zu sieben Bundesligaeinsätzen in der Rückrunde, die aber mit dem Abstieg in die 2. Liga endete. Nach drei Zweitligaspielzeiten beim MSV gab Veigneau bekannt, dass er seinen im Sommer 2011 auslaufenden Vertrag nicht verlängert und den MSV verlässt.
Im Juli 2011 ging er zurück in seine Heimat und unterschrieb einen Vertrag beim Zweitligisten FC Nantes.
Zur Saison 2015/16 wechselte er zum türkischen Erstligisten Kasımpaşa Istanbul.

### Nationalmannschaft
Der Abwehrspieler absolvierte acht Spiele für die U-21-Auswahl Frankreichs.

## Erfolge
Mit dem MSV Duisburg
- DFB-Pokalfinalist: 2011

Mit FC Nantes
- Tabellendritter der Ligue 2 und Aufstieg in die Ligue 1: 2012/13